# Alter Markt (Bielefeld)
Der Alte Markt in Bielefeld ist der historische Mittelpunkt der Altstadt. An ihm lagen einst mehrere alte Bürgerhäuser, von denen heute lediglich die auf 1680 datierte Fassade des Battig-Hauses erhalten ist. Sie wurde nach Kriegsbeschädigung in den Neubau des Bankhauses Lampe integriert. Obwohl erst in der Zeit des Barock entstanden, weist sie noch Merkmale der Weserrenaissance auf. Beim Nachbarhaus (Nr. 5) fand 1976 der Giebel des kriegsbeschädigten Hauses Obernstraße 29 Verwendung, der 1962 abgetragen wurde und danach jahrelang auf dem städtischen Bauhof lagerte. Das Crüwell-Haus am westlichen Ende des Marktes mit spätgotischem Staffelgiebel stammt von 1530. Die Nordseite wird vom ehemaligen Altstädter Rathaus, heute Brückehaus genannt, eingenommen. Hier ist unter anderem das Theater am Alten Markt (TAM) untergebracht. Der nach dem Krieg wieder aufgebaute Bau enthält noch Reste des spätmittelalterlichen Gebäudes.
Am Alten Markt beginnen die Obernstraße, die einst am Oberntor endete, und die Niedernstraße, die heute am wichtigen Verkehrsknoten Jahnplatz endet. Beide Straßenzüge wurden von 1900 bis 1927 von der Straßenbahn Linie 1 befahren. Diese fuhr also mit einer scharfen Kurve ein kurzes Stück über den Platz.
Von 1963 bis 2005 stand der Merkurbrunnen auf dem Alten Markt. Er wurde im Zuge der Umgestaltung der Fußgängerzone auf den Bunnemannplatz vor das Hotel Mercure umgesetzt. Anstelle des Merkurbrunnens wurde ein neuer Brunnen errichtet. Mehrere Cafés mit Außengastronomie machen den Platz zu einem der beliebtesten der Stadt. In der Vorweihnachtszeit beherbergt er den zentralen Teil des Bielefelder Weihnachtsmarkts und samstags einen Blumenmarkt.

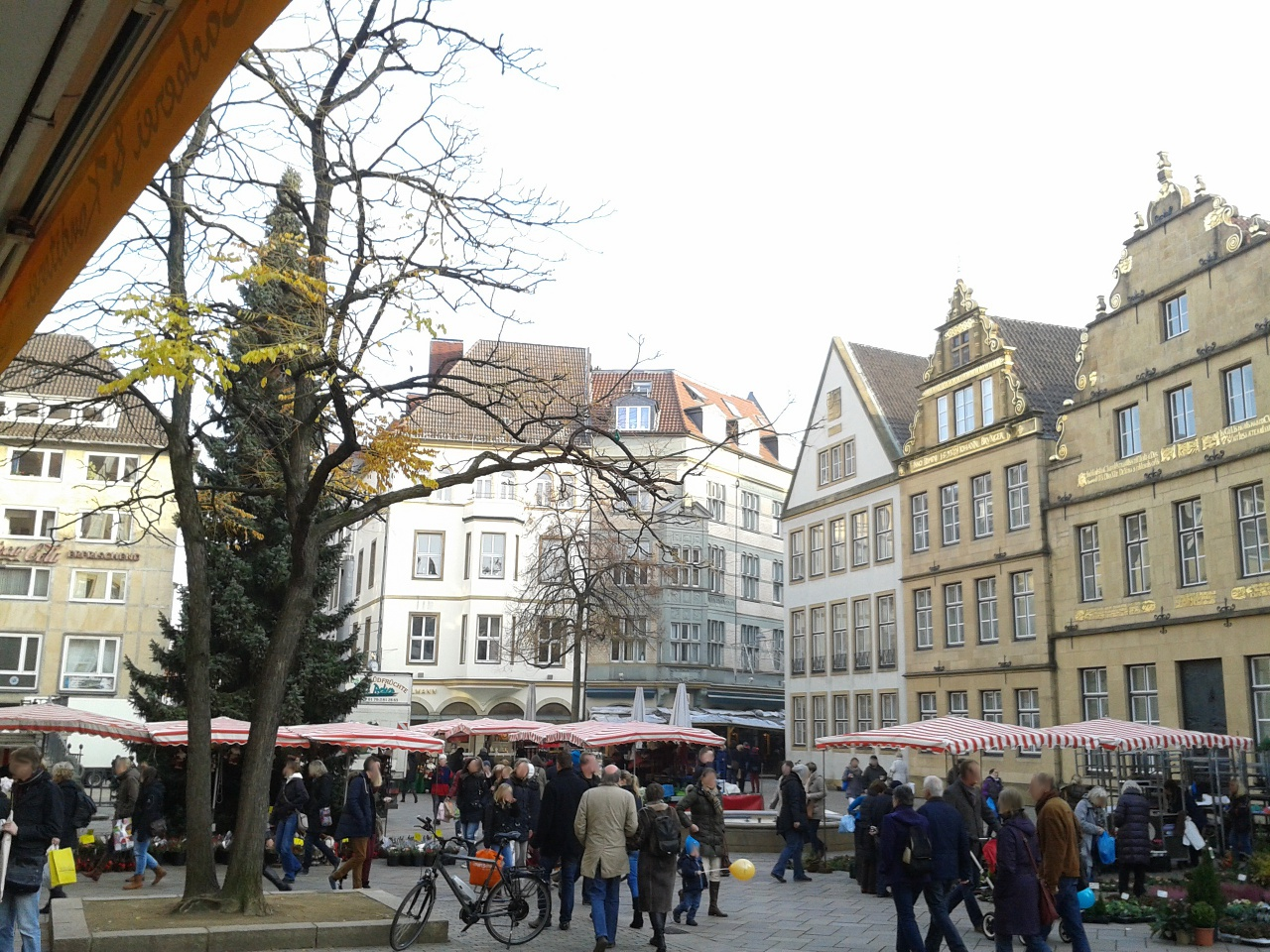
Samstäglicher Blumenmarkt
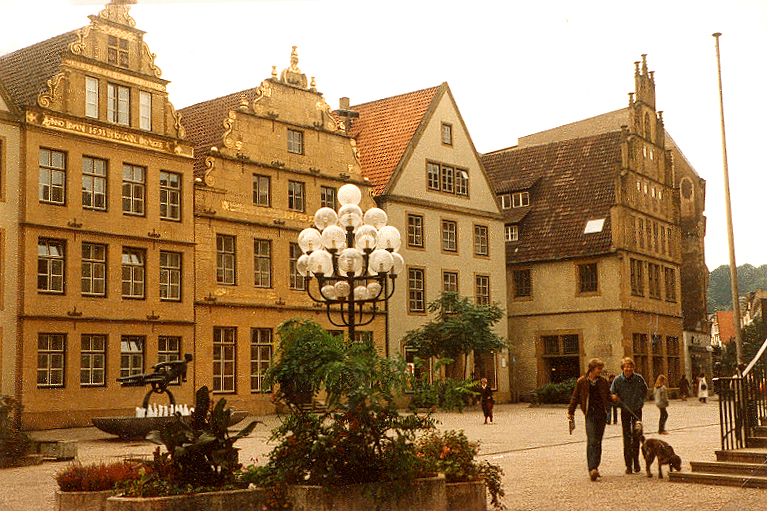
Gotik, Barock, ein von Paul Griesser entworfener und ein umgesetzter Giebel (1980)
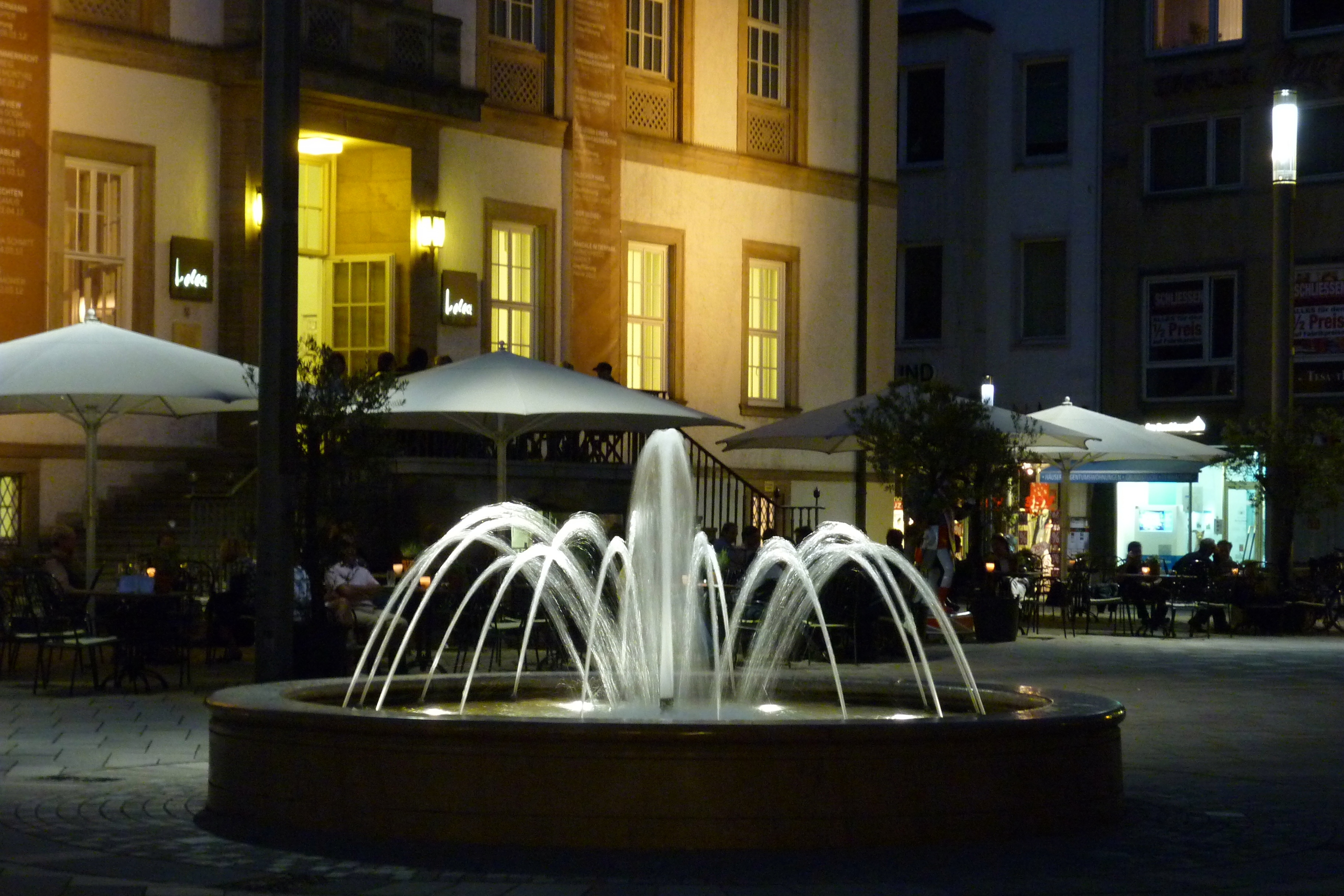
Beleuchteter Brunnen, im Hintergrund das Theater „TAM“.
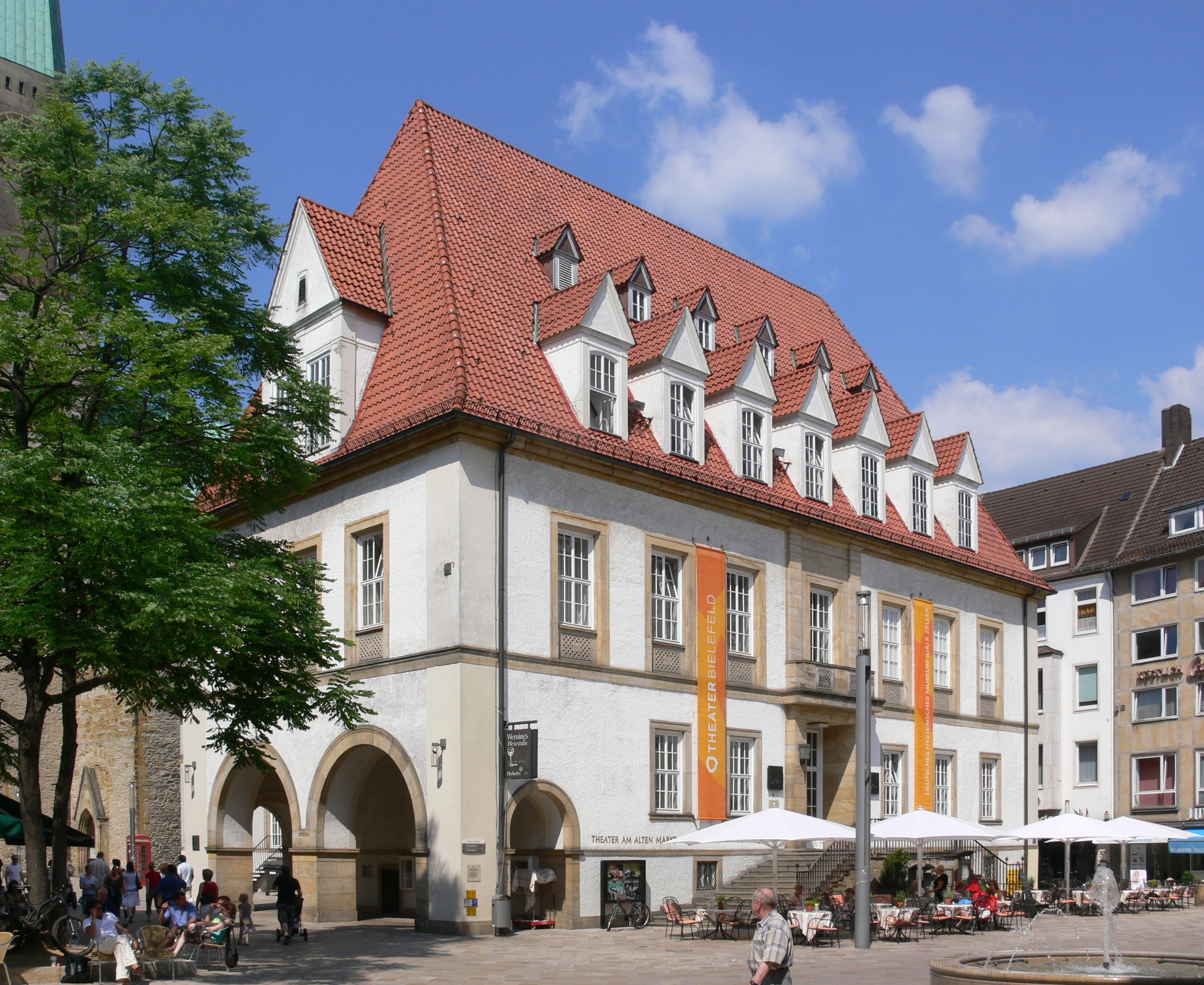
Theater am Alten Markt (TAM)